# سن مارتین، بوئنوس آیرس
سن مارتین، بوئنوس آیرس (به اسپانیایی: San Martín, Buenos Aires) یک شهر در آرژانتین است که در خنرال سن مارتین پارتیدو واقع شده‌است.

## خصوصیات
سن مارتین ۲۸٬۳۳۹ نفر جمعیت دارد و ۲۸ متر بالاتر از سطح دریا واقع شده‌است.

## خواهرخوانده
شهرهای الیتاس، سیویتانوا مارچ، پوردنونه و مایپو خواهرخوانده‌های سن مارتین، بوئنوس آیرس هستند.

## نگارخانه

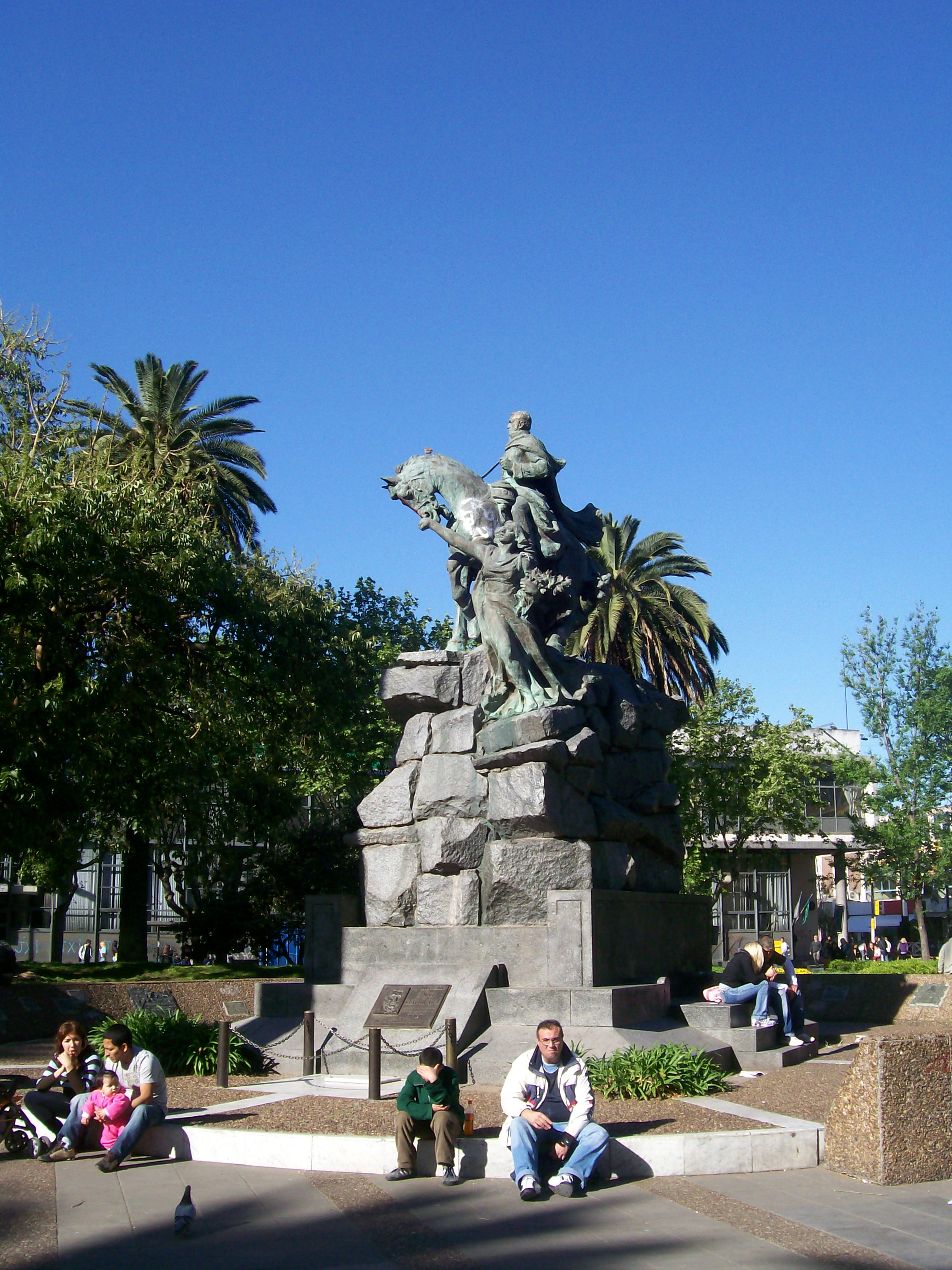
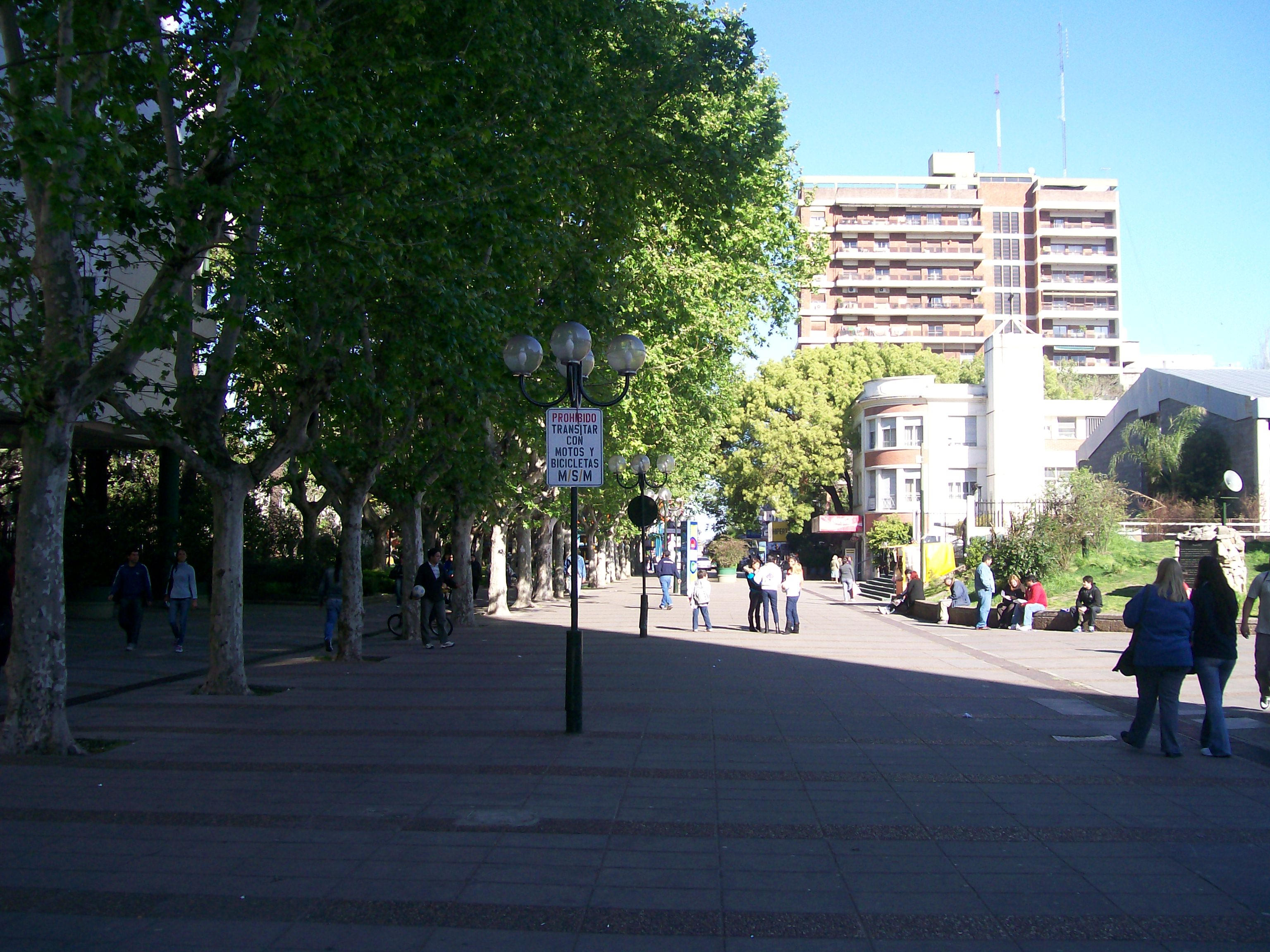
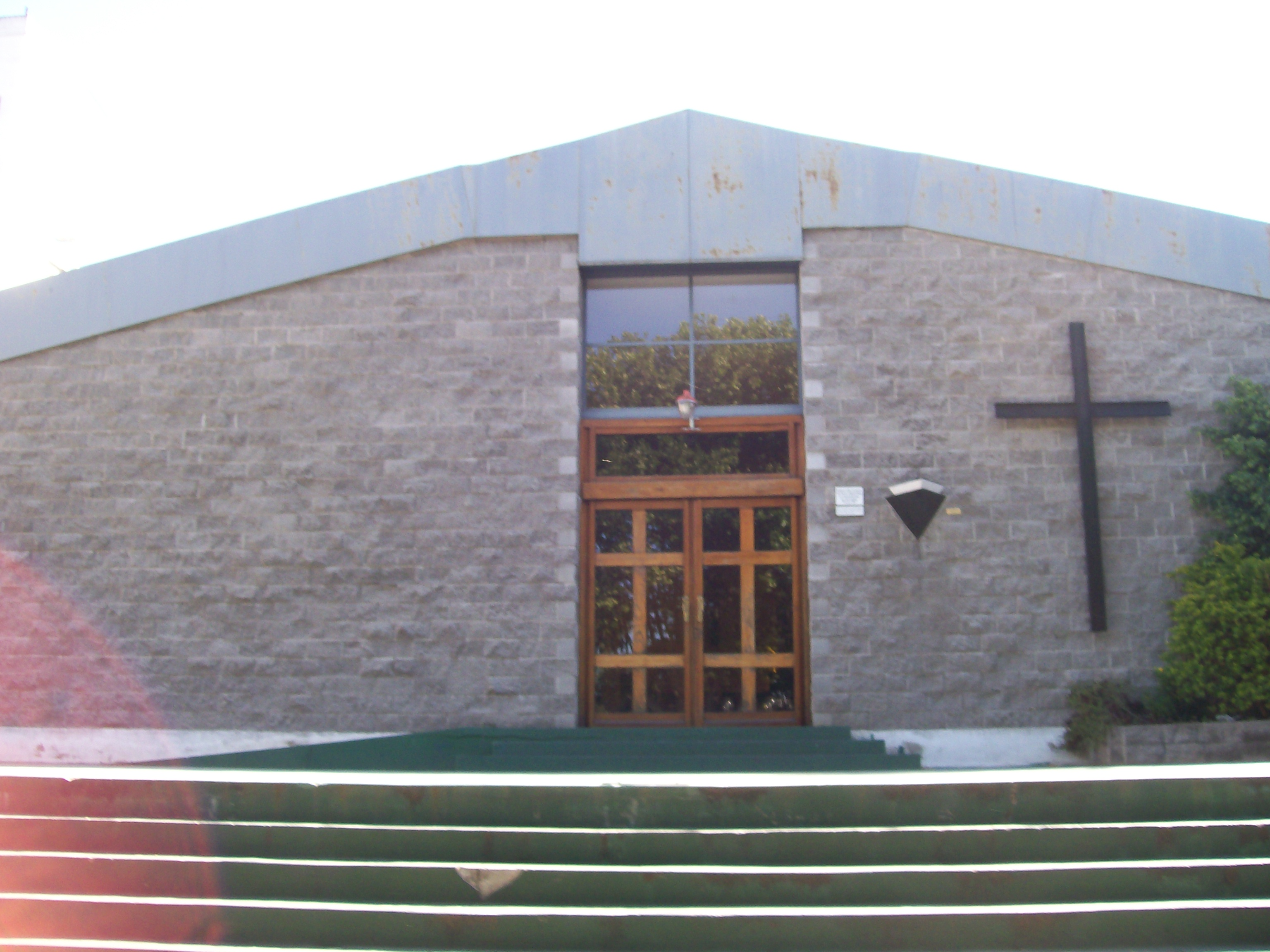
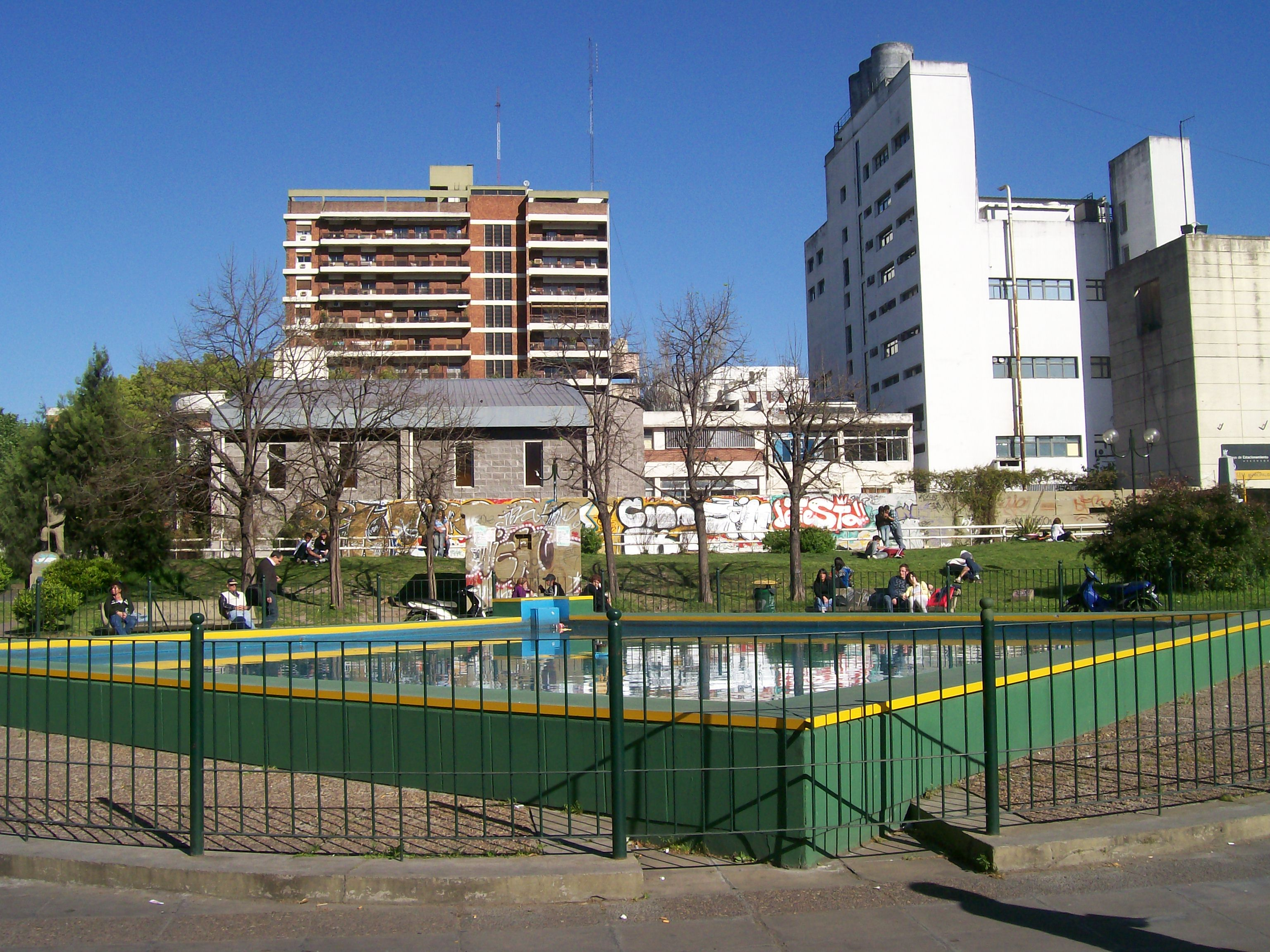
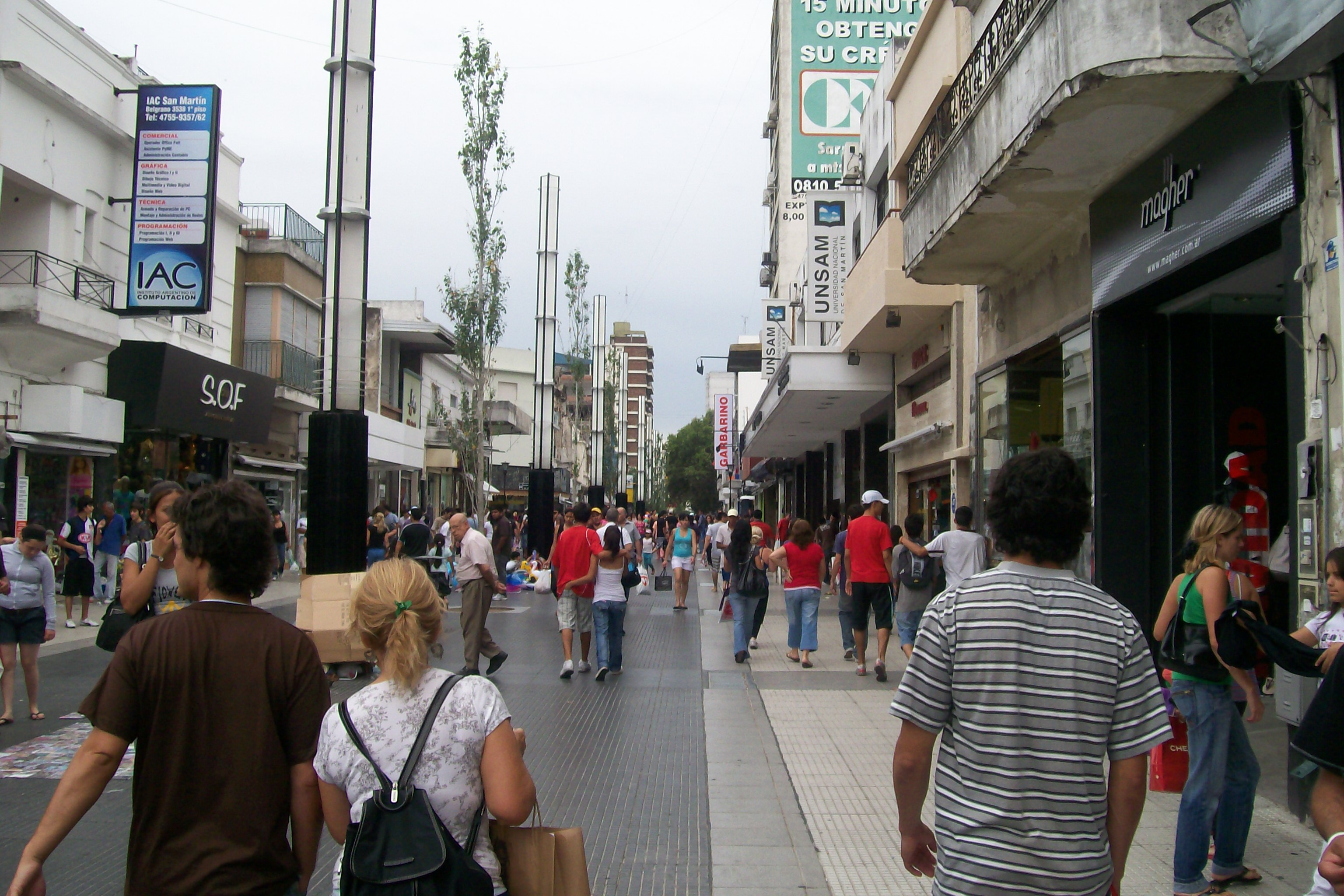